# Sitio de Lovech
El sitio de Lovech (en búlgaro: Обсада на Ловеч, Obsada na Lovech) tuvo lugar en la primavera de 1187 entre las fuerzas de Bulgaria y el Imperio bizantino.

## Orígenes del conflicto
En 1185, los hermanos Asen y Pedro encabezaron un levantamiento contra los bizantinos para restaurar el Imperio búlgaro. Toda la región de Moesia con excepción de Varna fue rápidamente liberada y los hermanos comenzaron atacar a las guarniciones bizantinas en el sur de los montes Balcanes. Las tácticas búlgaras incluían ataques y movimientos rápidos, y los bizantinos eran incapaces de cargar contra ellos.
Para cambiar esta situación, el emperador bizantino Isaac II Ángelo, decidió trasladar las acciones militares en el norte de Bulgaria y atacar directamente a los bastiones de los rebeldes alrededor de Tarnovo.

## El asedio
En el otoño de 1186, el ejército bizantino marchó hacia el norte por Sredets (Sofía). La campaña se planificó para sorpresa de los búlgaros. Sin embargo, las duras condiciones climáticas y el comienzo del invierno detuvo a los bizantinos y su ejército tuvo que permanecer en Sredets durante todo el invierno.
En la primavera del año siguiente, la campaña se reanudó, pero el elemento sorpresa se había ido y los búlgaros habían adoptado medidas para impedir el paso a su capital Tarnovo. Los bizantinos tenían que sitiar la fortaleza de Lovech. El asedio se prolongó durante tres meses y fue un completo fracaso para Isaac Ángelo. Su único éxito fue la captura de la esposa de Asen, pero Isaac Ángelo se vio obligado a hacer una tregua de facto por lo tanto tuvo que reconocer la restauración del Imperio búlgaro.

## Consecuencias
Según el tratado, el más joven de los hermanos Asen, Kaloján, fue enviado como rehén a Constantinopla para garantizar la paz. Sin embargo, Nicetas Coniates señaló que la situación se volvió aún más sombría para los bizantinos. Poco después del sitio los búlgaros en Macedonia se rebeló bajo Dobromir Crysós.
La paz duró hasta 1189 cuando debido a la propuesta de Bulgaria en apoyo de la Tercera Cruzada contra los bizantinos, Isaac Ángelo puso en marcha otra campaña y sufrió una dura derrota en la batalla de Tryavna, que confirmó la superioridad militar búlgara en la guerra.